# Верхний Рубеж
Верхний Рубеж — село в Вытегорском районе Вологодской области.
Входит в состав Алмозерского сельского поселения, с точки зрения административно-территориального деления — в Алмозерский сельсовет.
Расположено на трассе А119. Расстояние по автодороге до районного центра Вытегры — 45 км, до центра муниципального образования посёлка Волоков Мост — 8 км. Ближайшие населённые пункты — Волоков Мост, Средний Рубеж, Старое Петровское.
По переписи 2002 года население — 60 человек (27 мужчин, 33 женщины). Преобладающая национальность — русские (98 %).

## Маткоозеро
Вблизи села в прошлом находилось небольшое озеро под названием Маткоозеро, водораздельный пункт Мариинской водной системы. Озеро было спущено при постройке Волго-Балтийского водного пути: уровень водораздельного канала понизили на несколько метров, в результате чего озеро было спущено. Котловина озера использована для отвала грунта.
В 2012 году появилась идея установить монумент в память об озере.

## Литературные источники
- Кашина Л.И., Кузнецов И.Н., Першина А.Б., Кучумова Н.Л. История Мариинской водной системы: аннотированный указатель документов ГУ "Государственный архив Вологодской области" (досоветский период). Вологда: ВГПУ. 2011 г.